# Киперт, Фридрих Вильгельм Август Людвиг
Фридрих Вильгельм Август Людвиг Киперт (нем. Friedrich Wilhelm August Ludwig Kiepert, 6 октября 1846 — 5 сентября 1934) — немецкий математик, открывший гиперболу Киперта. В честь него также названа парабола Киперта.

## Избранные произведения
- De curvis quarum arcus integralibus ellipticis primi generis exprimuntur, 1870, диссертация
- Tabelle der wichtigsten Formeln aus der Differential-Rechnung, много переизданий
- Grundriss der Differential- und Integral-Rechnung, Helwing, Hannover, 2 vols., много переизданий[5][6]
- Grundriss der Integral-Rechnung, 2 vols., many editions
- Grundriss der Differential-Rechnung, many editions[7]

## Вклад в математику
По крайне мере 2 объекта связаны с именем Киперта: гипербола Киперта и парабола Киперта.